# Mary McElroy
Mary Arthur McElroy (1841-1917) was de zuster van Amerikaans president Chester A. Arthur en de first lady van het land tussen 1881 en 1885. Ze vervulde deze rol omdat de echtgenote van Arthur, Ellen Lewis Herndon Arthur, anderhalf jaar eerder overleden was.
Mary Arthur werd in Greenwich, New York, geboren en was de dochter van Willaim en Malvina Arthur. Ze was de jongste van negen kinderen.
In 1880 werd Mary’s broer Chester gekozen tot vicepresident. Nadat president James Garfield neergeschoten was en enkele maanden later aan zijn verwondingen was overleden, werd Chester president. Zijn vrouw was anderhalf jaar eerder overleden en Chester wilde dat Mary voor zijn dochtertje zorgde en gastvrouw werd van het Witte Huis. Mary was getrouwd met John McElroy en woonde in Albany, New York. Daarom woonde ze enkel tijdens het drukke winterseizoen met allerhande feestjes in Washington. Tijdens de zes maanden durende rouwperiode voor Garfield werd het Witte Huis gerenoveerd. Na de renovatiewerken kwam Mary met Chesters dochter Ellen en twee van haar eigen kinderen naar het Witte Huis. Er werd gezegd dat ze de braafste kinderen waren die ooit in het Witte Huis woonden.
Mary was een populaire gastvrouw en gaf vele feesten. Ze eerde ook de voormalige first lady’s Julia Tyler en Harriet Lane door hun te vragen gasten te ontvangen op het Witte Huis.
Nadat Arthur weigerde zich opnieuw kandidaat te stellen als president, ging Mary terug naar Albany. Ze kreeg uiteindelijk vier kinderen. Ze stierf op 75-jarige leeftijd.